# Textes cathares
Les textes cathares qui précisent la doctrine et les rites de ce mouvement sont :
- La Bible cathare, un exemplaire en occitan du début du XIIIe siècle est conservé à Lyon. Elle se compose du Nouveau Testament complet ;
- La Cène secrète ou Interrogatio Johannis, composée au tournant du XIe et du XIIe siècle est en fait un apocryphe bogomile à tendance dualiste ;
- Le livre des deux principes, traité attribué à Jean de Lugio, de Bergame, vers le début du XIIIe siècle et qui théorise le dualisme absolu. Un abrégé de ce traité est conservé à Florence où il a été redécouvert entre 1940 et 1945 par le père dominicain Antoine Dondaine. Christine Thozellier, Livre des deux principes. Introduction, texte critique, traduction, notes et index, Cerf, 1973 ;
- Le Traité cathare anonyme, recueil de citations à usage pastoral, inséré et critiqué dans le Contra Manichaeos de Durand de Huesca vers 1220, attribué à Bartholomé de Carcassonne. Christine Thouzellier, Un traité cathare inédit du début du XIIIe siècle, d'après le 'Liber contra Manicheos' de Durand de Huesca, Louvain, 1961 ;
- Le rituel de Lyon, en occitan, décrit les pratiques liturgiques cathares. Léon Clédat, Le Nouveau Testament traduit au XIIIe siècle en langue provençale suivi d'un rituel cathare. Reproduction photolithographique du Manuscrit de Lyon, Leroux, 1887, rééd. Genève, Slatkine Reprints, 1968 ;
- Le rituel de Florence, en latin, décrit également les pratiques liturgiques cathares. Christine Thouzellier, Rituel catahre latin. Introduction, texte critique, traduction et notes, Ceerf, 1977 ;
- Le rituel de Dublin, copié en occitan après 1375. Il se compose du Traité de l'Église de Dieu sermon de l'évêque au postulant lors du consolament et d'une glose du Pater. Théo Venckeleer, "Un recueil cathare : le manuscrit A.6.10 de Dublin", Revue belge de philologie et d'histoire, t. 38, 1960, p. 815-834 et t. 39, 1961, p. 759-792.

### Textes
- René Nelli, Écritures cathares. La totalité des textes cathares traduits et commentés. La Cène secrète, Le livre des deux principes, Traité cathare, Le rituel occitan, Le rituel latin, Planète, 1968, 253 p. Rééd. revue avec Anne Brenon, éditions du Rocher, 2011, 352 p.

### Études
- Anne Brenon et Julie Roux, Les Cathares, MSM, 2007  (ISBN 9782911515286)
- Anne Brenon, Le vrai visage du catharisme, Loubatières, 1991, p. 333.